# Ustawa o instytucie naukowo-badawczym
Ustawa o instytucie naukowo-badawczym – państwowa jednostka organizacyjne, którą utworzona dla prowadzenia prac naukowo-badawczych, mających na celu rozwoju nauki.   
Ustawa dotyczyła instytutów państwowych działających poza szkołami wyższymi i Polską Akademią Nauk.

## Regulacje prawne w zakresie instytutów
W okresie powojennym podejmowano wiele aktów prawnych zmierzających do powołania instytutów naukowo-badawczych. Instytuty naukowo-badawcze powstawały w ramach uczelni i w Polskiej Akademii Nauk. Ponadto powoływano ośrodki badawczo-rozwojowe, centralne laboratoria, jednostki obsługi nauki i inne jednostki branżowe. Według Rocznika Statystycznego z 1981 r. było łącznie 466 takich jednostek, zatrudniających ogółem 146,2 tys. pracowników.
Specyficzny charakter miały instytuty naukowo-badawcze służące przemysłowi i usługom, które podlegały poszczególnym ministerstwom. Na podstawie dekretu z 1948 r. o tworzeniu Głównych Instytutów Naukowo-Badawczych Przemysłu - Minister Przemysłu i Handlu w drodze zarządzenia tworzył lub wydzielał z administracji państwowej Główne Instytuty. Zadaniem ich było prowadzenie prac badawczych w dziedzinie technicznej, organizacyjnej i prawnej, mających na celu rozwój produkcji przemysłowej.
Na podstawie ustawy z 1951 r. o tworzeniu instytutów naukowo-badawczych dla potrzeb gospodarki narodowej powołano instytuty z zadaniem prowadzenie prac naukowo-badawczych w dziedzinie technicznej, organizacyjnej i ekonomicznej, mających na celu postęp techniczny i gospodarczy w poszczególnych gałęziach gospodarki narodowej.
Właściwa ustawa ukazała się w 1961 r. o instytutach naukowo-badawczych, w której przyjęto zasady funkcjonowania instytutów, jako jednostek prowadzące prace naukowo-badawcze i rozwojowe zgodne z ogólnym kierunkiem i planami rozwoju społeczno-gospodarczymi kraju.
W 1965 i 1975 r. ukazały się obwieszczenia w sprawie ogłoszenia jednolitego tekstu ustawy.

## Zadania Instytutu
Do zadań instytutu należało prowadzenie prac naukowo-badawczych, rozwojowych oraz wdrożeń w zakresie ustalonym w statucie instytutu.
Ponadto do zadań instytutu należało:
- prowadzenie prac usługowych o charakterze naukowo-badawczym i rozwojowym,
- kształcenie i doskonalenie kadr specjalistów,
- prowadzenie działalności wydawniczej,
- wykonywanie innych zadań w dziedzinie objętej zakresem działania instytutu.
- współdziałanie z innymi instytucjami naukowymi i badawczymi w kraju i za granicą.

## Utworzenie Instytutu
Utworzenie instytutu następowało w drodze zarządzenia Prezesa Rady Ministrów na wniosek właściwego ministra.
Wniosek o utworzenie instytutu wymagał uzgodnienia z Ministrem Nauki, Szkolnictwa Wyższego i Techniki, Sekretarzem Naukowym Polskiej Akademii Nauk oraz Ministrem Finansów.
Strukturę organizacyjną instytutu ustala właściwy minister albo z jego upoważnienia dyrektor instytutu. Instytut posiadał osobowość prawną.

## Organy instytutu
Organami instytutu były dyrektor i rada naukowa. Dyrektor instytutu zarządzał całokształtem działalności instytutu i reprezentował instytut na zewnątrz. Właściwy minister powoływał i odwoływał dyrektora instytutu oraz - na wniosek dyrektora - jego zastępców. Na dyrektora instytutu i jego zastępcę do spraw naukowo-badawczych mógł być powołany jedynie profesor zwyczajny, profesor nadzwyczajny, docent.

## Rada naukowa instytutu
Rada naukowa instytutu była organem opiniodawczym i doradczym instytutu w zakresie zagadnień naukowo-badawczych oraz czuwała nad poziomem naukowym działalności instytutu.
W szczególności rada naukowa wypowiada się w sprawach:
- kierunków, programów i planów działalności naukowo-badawczej instytutu,
- opiniowania ważniejszych prace naukowo-badawczych,
- oceniania  wyników prac naukowo-badawczych i postanowieniach o uznaniu ich za zakończone na zasadach określonych w odrębnych przepisach,
- rozpatrywania sprawozdanie z działalności naukowo-badawczej instytutu,
- wykonywanie innych funkcji określonych w statucie.

W skład rady naukowej instytutu wchodzili powoływani i odwoływani przez właściwego ministra:
- przewodniczący, którym mógł być jedynie profesor zwyczajny, profesor nadzwyczajny, docent instytutu lub spoza instytutu,
- członkowie, którymi były osoby zajmujące stanowiska profesora lub docenta w instytucie albo poza instytutem, osoby posiadające tytuł naukowy profesora lub stopień naukowy doktora habilitowanego, a także wysoko kwalifikowani specjaliści z dziedziny objętej zakresem działania instytutu.

Skład rady naukowej i liczbę członków rady określał statut instytutu.
Ponadto w posiedzeniach rady naukowej brali udział:
- dyrektor instytutu z głosem stanowiącym,
- zastępcy dyrektora instytutu z głosem doradczym.

Na posiedzenia rady naukowej byli zapraszani z głosem doradczym wybitni specjaliści i przedstawiciele jednostek organizacyjnych, działających w dziedzinach objętych lub związanych z zakresem działania instytutu, oraz przedstawiciel odpowiedniego związku zawodowego.

## Kolegium instytutu
Kolegium instytutu było organem opiniodawczym i doradczym dyrektora instytutu, właściwym do spraw związanych z kierowaniem działalnością instytutu oraz jego gospodarką i administracją.
Powołanie kolegium, jego skład oraz zakres i tryb działania określ statut instytutu. Zasady finansowania działalności instytutów ustalała Rada Ministrów.

## Zatrudnienie w instytucie
W instytutach zatrudnieni byli:
- pracownicy naukowo-badawczy,
- dyplomowani pracownicy dokumentacji naukowej i dokumentaliści służby informacji naukowej, technicznej i ekonomicznej,
- bibliotekarze dyplomowani,
- pracownicy służby bibliotecznej,
- pracownicy inżynieryjni, techniczni i inni równorzędni,
- pracownicy administracyjni,
- inni pracownicy.

## Występujące stanowiska w instytucie

### Stanowisko profesora
Na stanowisku profesora nadzwyczajnego lub profesora zwyczajnego mogła być powołana osoba posiadająca tytuł naukowy profesora nadzwyczajnego lub profesora zwyczajnego.

### Stanowisk docenta
Na stanowisko docenta była powołana osoba, która odpowiadała jednemu z następujących warunków:
- posiadała stopień naukowy doktora habilitowanego;
- posiadała stopień naukowy doktora, a ponadto wykazywała się dorobkiem naukowo-badawczym z dziedziny badań objętych zakresem działania instytutu lub z dziedziny pokrewnej, potwierdzającym jej kwalifikacje do samodzielnej pracy naukowo-badawczej;
- na stanowisko docenta była także powołana osoba nie posiadająca stopnia naukowego doktora i stażu pracy na stanowisku pracownika naukowo-badawczego lub nauczyciela akademickiego, lecz wykazująca się wybitnymi, zastosowanymi w praktyce osiągnięciami w pracy naukowej lub zawodowej, niezbędnymi do pełnienia funkcji docenta.

### Stanowisko asystenta
Na stanowisko asystenta, starszego asystenta lub adiunkta były powołane osoby:
- które uzyskały stopień naukowy doktora;
- które ukończyły studia wyższe i wykazały się zdolnościami i przydatnością do prac naukowo-badawczych w instytucie.

## Liczba instytutów
Na podstawie Rocznika Statystycznego z 1981 r. liczba instytutów przedstawiała się następująco:
| Rok  | Liczba instytutów | Liczba pracowników |
| 1970 | 103               | 56345              |
| 1975 | 114               | 72780              |
| 1979 | 121               | 74507              |
| 1980 | 123               | 73184              |

Wśród ogółu zatrudnionych pracowników  1980 r. było:
- 2 134 – profesorów i docentów,
- 15 253 – adiunktów